# Сере (Италия)
Вижте пояснителната страница за други значения на Сере.
Сѐре (на италиански: Serre) е малко градче и община в Южна Италия, провинция Салерно, регион Кампания. Разположено е на 200 m надморска височина. Населението на общината е 4050 души (към 2010 г.).